# Винченцо II Гонзага
Вижте пояснителната страница за други личности с името Винченцо Гонзага.
Винченцо II Гонзага (на италиански: Vincenzo II Gonzaga; * 7 януари 1594, Мантуа, Херцогство Мантуа; † 25 декември 1627, пак там) е италиански кардинал, 7-и херцог на Мантуа и на Монферат от 1626 до 1627 г. Със смъртта му изчезва прекият клон на Гонзага ди Мантуа.

## Произход
Той е третият син на Винченцо I Гонзага (* 1562, † 1612), 4-ти херцог на Мантуа и 2-ри херцог на Монферат, и на съпругата му Елеонора де Медичи (* 1567, † 1611). По бащина линия е внук на херцог Гулиелмо Гонзага и ерцхерцогиня Елеонора Австрийска, а по майчина – на Франческо I де Медичи, Велик херцог на Тоскана, и Йохана Австрийска. Вуйна му е кралицата на Франция Мария де Медичи. Има трима братя и две сестри:
- Франческо IV (*1586, † 1612), 5-и херцог на Мантуа и 3-ти херцог на Монферат, съпруг на Маргарита Савойска;
- Фердинандо (* 1587, † 1626) кардинал, 6-и херцог на Мантуа и 4-ти херцог на Монферат, съпруг на Камила Ретичина и на Катерина де Медичи;
- Гулиелмо Доменико (* 1589, † 1591)
- Маргарита Гонзага (* 1591, † 1632), херцогиня на Лотарингия като съпруга на Хайнрих II
- Елеонора (* 1598, † 1655), императрица на Свещената Римска империя като съпруга на  Фердинанд II

Има и двама полубратя и две полусестри от две извънбрачни връзки на баща си.

## Биография

### Кардинал и брак
Подобно на по-големия му брат Фердинандо Гонзага Винченцо също трябва да стане католически духовник. На консисторията от 2 декември 1615 г. той е назначен за кардинал-дякон от папа Павел V (но не му е дадена църква в  Римския диоцез). На тайната консистория от 5 септември 1616 г. папата обаче уведомява Свещената колегия, че Винченцо, без да е получил свещенство, може да сключи и консумира брак, и следователно Консисторията, с единодушно решение на папата и кардиналите, го лишава от кардиналското достойнство и църковните облаги, свързани с него. Същата година 22-годишият Винченцо се жени за 40-годишната Изабела Гонзага ди Новелара, негова роднина, дъщеря на Алфонсо I Гонзага, маркиз на Новелара. На този брак се противопоставя брат му Фердинандо, който заговорничи да бъде анулиран. След първоначално колебание Винченцо също се присъединява към брат си и срещу жена му е инсценирано фалшиво обвинение в магьосничество. Въпреки това тя, вместо да отговори на обвиненията, като остане в Мантуа (където се страхува, че ще бъде убита), се предава на папата. Последващият процес я оправдава по всички обвинения.

### Управление
Когато на 29 откомври 1626 г. брат му Фердинандо умира, Винченцо го наследява в управлението на Херцогство Мантуа, получавайки императорска инвеститура на 8 февруари 1627 г. 
По време на краткия период на своето управление той е запомнен най-вече с продажбата на част от художествената колекция на Гонзага, известната Галерия Челесте, продадена за доста висока сума (най-скъпото придобиване на произведения на изкуството от Кралския дом на Англия), но считана за сравнително ниска заради качеството на произведенията, на краля на Англия Чарлз I, съпруг на първата му братовчедка Хенриета-Мария дьо Бурбон, чрез търговеца на произведения на изкуството Даниел Нис.
Винченцо II идва на власт със съзнанието, че е последният мъжки член на основното семейство, че бракът му все още не е анулиран (което прави нов брак невъзможен) и че е заплашван от присъда от страна на Съда на Свещената рота. Освен това здравето му е влошено, въпреки че е едва на 33 г. Следователно е необходимо да се определи кадетски клон на семейството, който да наследи основния. Основните европейски сили внимателно разглеждат този избор, като всяка от тях настоява за своя фаворит: Испания и Империята за клона Гонзага ди Гуастала, а Франция – за Гонзага-Невер. Изборът пада върху Карло I Гонзага-Невер, братовчед на бащата на Винчецо, на чието семейство, въпреки противното мнение на императора, е поверено династичното унаследяване, тъй като то е най-близкият клон по родство и произлиза, за разлика от по-далечните клонове, от първия херцог на Мантуа Федерико II. На 25 декември 1627 г., вече на прага на смъртта, Винченцо дава съгласие за брака между Карло II Гонзага-Невер (син на Карло I Гонзага-Невер) и племенницата си Мария Гонзага, дъщеря на покойния херцог Франческо IV. След сватбата Винченцо II умира: отказът на император Фердинанд II да одобри наследяването на Карло I Гонзага-Невер предизвиква избухването на Войната за мантуанското наследство. След смъртта на Винченцо на 25 декември 1627 г. прекият клон на семейство Гонзага от Мантуа изчезва.

## Брак и потомство
Има четири извънбрачни сина:
От Луиджа „Испанката“ има един син:
- Луиджи Гонзага († като бебе)

От Паола Скарпели има един припознат син:
- Федерико Гонзага (* 1619, † 1630), абат на Лучедио

От неизвестни жени има двама сина:
- Тиберио Силвио Гонзага (*1620, † 1630), рицар на Малтийски орден и бали на Армения
- Джовани Гонзага († 1645, Малта), рицар на Малтийския орден и абат на Лучедио в Монферат